# Wedding Daze
Wedding Daze (Brasil: O Prazer da Sua Companhia / Portugal: Dois Estranhos, Um Casamento) é um filme norte-americano de comédia romântica, escrito e dirigido por Michael Ian Black. Lançado em 2006, foi protagonizado por Jason Biggs e Isla Fisher.
O filme também é conhecido pelos títulos The Pleasure of Your Company e The Next Girl I See.

## Sinopse
Contra o conselho de seu melhor amigo Ted (Michael Weston), Anderson (Jason Biggs) propôs publicamente casamento a sua namorada Vanessa (Audra Blaser), enquanto vestia uma fantasia de cupido. O choque da proposta inesperada acaba a matando instantânea. Totalmente devastado e angustiado, Anderson largou o emprego e entrou em luto. Um ano depois, Anderson ainda está obcecado por sua ex-namorada perfeita Vanessa. Enquanto Ted e Anderson estão almoçando juntos em uma lanchonete, para ajudá-lo a seguir em frente, Ted convence Anderson a dar mais uma chance ao romance. Para apaziguar o amigo, Anderson concorda, olha em volta e pergunta a atraente garçonete Katie (Isla Fisher) se ela quer casar-se com ele. Para total espanto de ambos, ela aceita a proposta de Anderson.
Anderson e Katie então decidem ir devagar, no mesmo dia em que ela se muda para o apartamento de Anderson. Enquanto isso, Anderson se sente culpado quando, ao ser acidentalmente nocauteado, conversa em seus sonhos com sua ex-namorada, Vanessa, prometendo ser sempre fiel. No entanto, ele segue em frente com os planos de encontrar os pais de Katie e traz Katie para conhecer seus pais. O par logo começa a se dar bem.
O pai de Katie, Smitty, foge da prisão para levá-la até o altar. Ele chega na casa de sua ex-esposa (a mãe de Katie) e através de sua paixão há muito perdida um pelo outro, seu amor acende novamente, para grande desconforto de Stuart (o atual marido de Lois).
Depois de uma briga por causa da namorada de Anderson, o relacionamento de Anderson e Katie parece ter acabado. Este momento crucial no filme leva a dupla finalmente declarar seu afeto um pelo outro. O casal de repente foge para Atlantic City, com a ajuda de Ted. Anderson, Katie, Ted e o resto do grupo dirigem para Atlantic City em um carro da concessionária onde Ted trabalha (sob o pretexto de fazer um test drive do veículo). O ex-namorado de Katie, William, tenta persuadir Katie de que eles deveriam ficar juntos. Ele continua a atacar Anderson no caminho para o casamento. O chefe de Ted relata que o carro foi roubado e, em um evento infeliz, eles colidem com um carro de polícia, resultando em sua prisão.
Enquanto isso, os pais de Katie sabem para onde estão indo e vão até lá, parando para roubar o Tuxedo Depot em preparação para o casamento. Os pais de Katie são presos por roubar a loja. Todos eles acabam na mesma delegacia, e os pais de Anderson também aparecem depois que ele liga para eles. Em uma sorte de eventos, o grupo consegue escapar da estação depois de roubar a arma de um oficial e trancá-lo em uma cela. Nesse ponto, Anderson e Katie estabelecem pela última vez que querem se casar e, pela primeira vez, todo o grupo está a favor. Agora, em uma van da polícia, que os policiais os deixaram usar, eles dirigem para Atlantic Citye Anderson e Katie finalmente se casam. No entanto, assim que eles saem, todos são presos. Anderson e Katie passam sua lua de mel na prisão.

## Elenco
- Jason Biggs como Anderson
- Isla Fisher como Katie
- Mark Consuelos como Morty
- Michael Weston como Ted
- Ebon Moss-Bachrach como Matador
- Edward Herrmann como Lyle
- Chris Diamantopoulos como William
- Margo Martindale como Betsy
- Joanna Gleason como Lois
- Matt Malloy como Stuart
- Joe Pantoliano como Smitty
- Regan Mizrahi como menino da lanchonete

## Produção
O filme se passa em Staten Island, na cidade de Nova York. Muitas das cenas se passam no bairro de West New Brighton. A cena fora da Florista de Gregorio, onde Anderson e Katie se abraçam e se beijam, bem como todas as cenas de jantar são filmadas na Forest Avenue, West New Brighton.

## Recepção critica
De acordo com o site agregador de críticas Rotten Tomatoes, as resenhas geralmente eram negativas, com 33% positivas em 12 resenhas. Brian Orndorf, da eFilmCritic.com, descreveu-o como "uma criação de total inconseqüência" e "uma tarefa árdua".